# Vieno Simonen

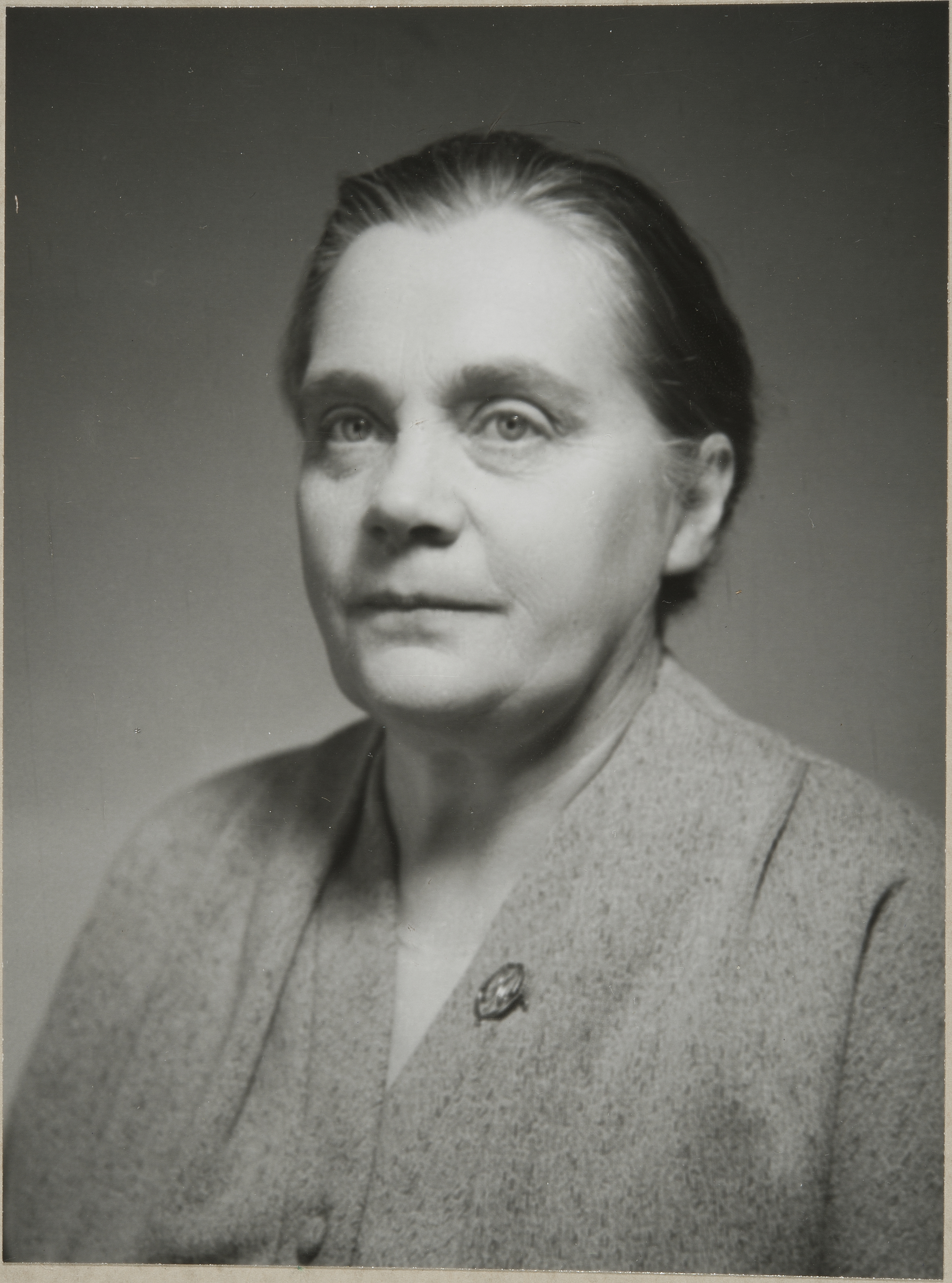
Vieno Simonen (1950er Jahre)

Vieno Simonen (Geburtsname: Vieno Vartiainen; * 27. Dezember 1898 in Peräseinäjoki, Seinäjoki, Südösterbotten, Großfürstentum Finnland, Russisches Kaiserreich; † 20. Juni 1994 in Pyhäselkä, heute: Joensuu, Nordkarelien, Finnland) war eine finnische Politikerin des Landbundes (Maalaisliitto/Agrarförbundet), die zwischen 1948 und 1962 Abgeordnete des Parlaments war und in dieser Zeit verschiedene Ministerposten bekleidete. Zudem war sie von 1953 bis 1969 Vorsitzende des Hausfrauenverbandes (Marttaliitto). Die Pionierin der politischen Frauenarbeit war an der Umsetzung vieler bedeutender Reformen der Sozialgesetzgebung beteiligt.

## Leben
Die als Vieno Vartiainen geborene Vieno Simonen absolvierte nach dem Besuch der Mädchenschule 1914 die Handwerksschule und war danach als Postpraktikantin in Pulkkila sowie Iisalmi tätig. Nachdem sie 1921 das Postdiplom erhalten hatte, war sie zwischen 1921 und 1922 Büroassistentin im Postamt von Pyhäselkä. Bereits im kommenden Jahr verließ sie jedoch den Postdienst und war zwischen 1922 und 1938 Pächterin eines Bauernhofes in Pyhäselkä, den sie nach dem Erwerb von 1938 an als Bäuerin bewirtschaftete.
Am 22. Juli 1948 wurde Vieno Suominen für den Landbund (Maalaisliitto/Agrarförbundet) erstmals Abgeordnete des Parlaments und vertrat in diesem bis zum 19. Februar 1962 im Wahlkreis Nordsavo die Interessen des östlichen Teils von Kuopio. Während ihrer Parlamentszugehörigkeit war sie unter anderem Mitglied des Bildungs- und des Finanzausschusses sowie Mitglied der Delegation beim Nordischen Rat. Sie gehörte zudem 1950, 1956 und 1962 als Mitglied dem Wahlmännergremium für die Wahl des Präsidenten der Republik Finnland an. 1953 löste sie Helena Virkki als Vorsitzende des Hausfrauenverbandes (Marttaliitto) ab und bekleidete diese Funktion sechzehn Jahre lang bis zu ihrer Ablösung durch Saara Mikkola 1969.
Vieno Suominen fungierte zwischen dem 9. Juli und dem 16. November 1953 im vierten Kabinett Kekkonen als Ministerin im Sozialministerium. Den Posten als Ministerin im Sozialministerium bekleidete sie vom 5. Mai bis zum 19. Oktober 1954 auch im Kabinett Törngren. Im zweiten Kabinett Fagerholm war sie zwischen dem 3. März 1956 und dem 26. Mai 1957 Ministerin im Landwirtschaftsministerium.
Am 13. Januar 1959 wurde Vieno Suominen als Sozialministerin in das zweite Kabinett Sukselainen berufen und gehörte diesem bis zum 13. Juli 1961 an. Das Amt der Sozialministerin bekleidete sie zwischen dem 14. Juli 1961 und dem 12. April 1962 auch in dem im Anschluss gebildeten ersten Kabinett Miettunen.